# Gare d'El Kerma
La gare d'El Kerma est une gare ferroviaire algérienne située sur le territoire de la commune d'El Kerma, dans la wilaya d'Oran.

## Situation ferroviaire
La gare se situe sur la ligne d'Alger à Oran, où elle est précédée de la gare de Oued Tlelat et suivie de celle d'Es Senia.

## Service des voyageurs

### Dessertes
La gare d'El Kerma est desservie par les trains régionaux des liaisons :
- Oran - Chlef[1] ;
- Oran - Relizane[2] ;
- Oran - Sidi Bel Abbès[3] ;
- Oran - Tlemcen[4].